# Golden Arms Redemption
Golden Arms Redemption è il primo album del rapper statunitense U-God, pubblicato nel 1999 da Wu-Tang e Priority Records.
Prodotto interamente da RZA, è il maggior successo commerciale del rapper, unico album a entrare nella Billboard 200 e a raggiungere la top 20 nella classifica riservata ai dischi hip hop/R&B. John Bush di Allmusic accoglie freddamente il primo disco solista dell'ottavo membro del Wu-Tang Clan, descrivendo U-God come non molto abile nel rapping e apatico, nonostante il «buon schema di rime».
| Recensione | Giudizio |
| ---------- | -------- |
| AllMusic   | [ 1 ]    |

## Tracce
U-God è autore di tutti i testi.
1. Enter U-God – 1:48 (R. Diggs, L. Hawkins) – RZA
2. Turbulence – 3:09 (D. Harris, L. Hawkins) – True Master
3. Glide (featuring Leatha Face) – 6:11 (J. Hunter, L. Hawkins, O. Iriziarry) – Inspectah Deck
4. Dat's Gangsta – 4:23 (D. Harris, L. Hawkins) – True Master
5. Soul Dazzle – 3:53 (A. Mercado, L. Hawkins) – Homicide
6. Bizarre – 4:30 (B. Dog, L. Hawkins, M. Gaye) – Bink
7. Rumble (featuring Leatha Face, Inspectah Deck & Method Man) – 4:33 (J. Hunter, L. Hawkins, O. Irizarry, J. Hunter, C. Smith) – Inspectah Deck
8. Pleasure or Pain (featuring Hell Razah) – 4:26 (H. Ali, L. Hawkins, C. Smith) – Hak Da Navigator
9. Stay in Your Lane – 4:03 (R. Diggs, L. Hawkins) – RZA
10. Shell Shock (featuring Leatha Face, Raekwon & Hell Razah) – 5:12 (H. Ali, L. Hawkins, O. Irizarry, C. Woods, C. Smith) – Hak Da Navigator
11. Lay Down – 3:46 (J. Hitchmon, L. Hawkins) – John the Baptist
12. Hungry – 4:56 (O. Ward, L. Hawkins) – Omonte "O" Ward
13. Turbo Charge – 3:01 (R. Diggs, L. Hawkins) – RZA
14. Knockin' At Your Door (featuring Leatha Face) – 3:29 (J. Hitchmon, L. Hawkins) – John the Baptist
15. Night the City Cried – 5:28 (A. Mercado, L. Hawkins) – Homicide

## Classifiche
| Classifica (1999)         | Posizione massima |
| ------------------------- | ----------------- |
| Stati Uniti               | 58                |
| US Top R&B/Hip-Hop Albums | 15                |